# Panlongcheng
Panlongcheng (in cinese 盘龙城, tradizionale: 盤龍城, Pánlóngchéng) è un sito archeologico associato alla cultura di Erligang.
Il sito si trova immediatamente a nord del fiume Yangtze nell'Hubei, Cina.
Panlongcheng è il più vasto sito scavato della cultura di Erligang, raggiungendo l'estensione massima di 1 km², quando era la propaggine più meridionale della cultura Erligang al suo apice.

## Descrizione del sito
Il sito di Panlongcheng era popolato con parecchi piccoli insediamenti sparsi sul territorio nel corso del periodo Erlitou, occupando complessivamente un'area di circa 200 000 m². 
Al principio del periodo Erligang, il sito conobbe una fase di rapida espansione, raggiungendo una superficie di circa 1 000 000 m², con un centro fortificato che si estendeva su un'area di 75 000 m². 
Panlongcheng potrebbe essere stata un avamposto di Erligang utilizzato per controllare le risorse della regione, come le miniere di rame.
Le tecniche costruttive e di fusione del bronzo a Panlongcheng sono le medesime utilizzate a Erligang e Zhengzhou; comunque, lo stile ceramico è differente.
Lo stile delle sepolture nobili di Erligang è quasi una replica esatta delle sepolture di Zhengzhou; comunque, gli strati più tardi dimostrano che lo stile di Erligang scomparve durante gli ultimi stadi della cultura di Erligang. 
Il sito declinò fino a giungere al suo abbandono verso la fine della cultura di Erligang. Il declino di Panlongcheng può essere stato influenzato in parte dalla crescita del sito di Wucheng.